# Кальвія
Кальвія (ісп. Calviá)  — муніципалітет в Іспанії, входить до складу провінції Балеарські острови. Розташований на острові Мальорка. Перебуває в складі району  (комарки) Серра-де-Трамунтана. Займає площу 143,72 км². Населення  — 51 462 особи (на 2010). Відстань до адміністративного центру провінції  — 24 км. На території муніципалітету лежить популярний пляжний курорт Магалуф. 

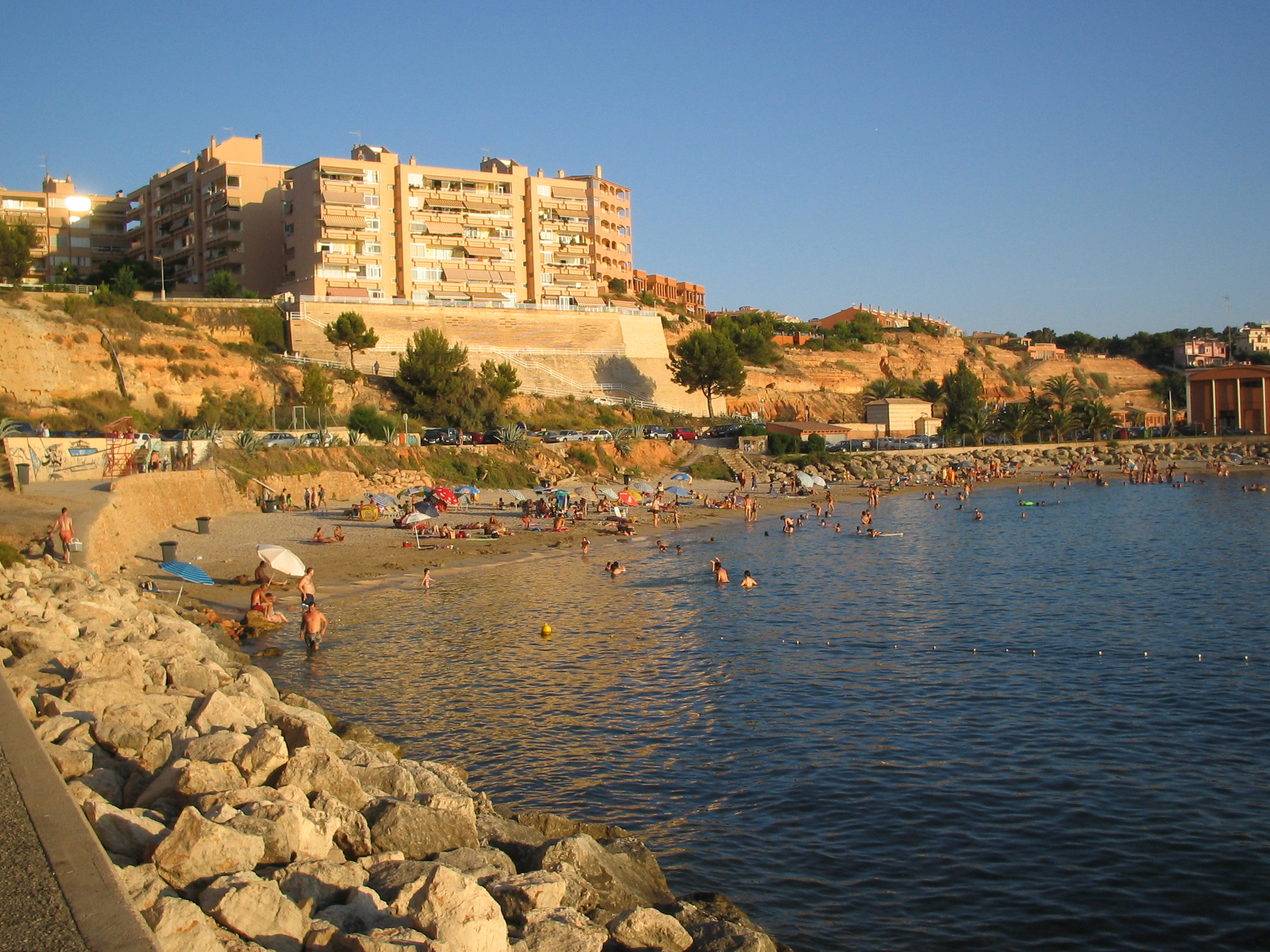
Кальвія
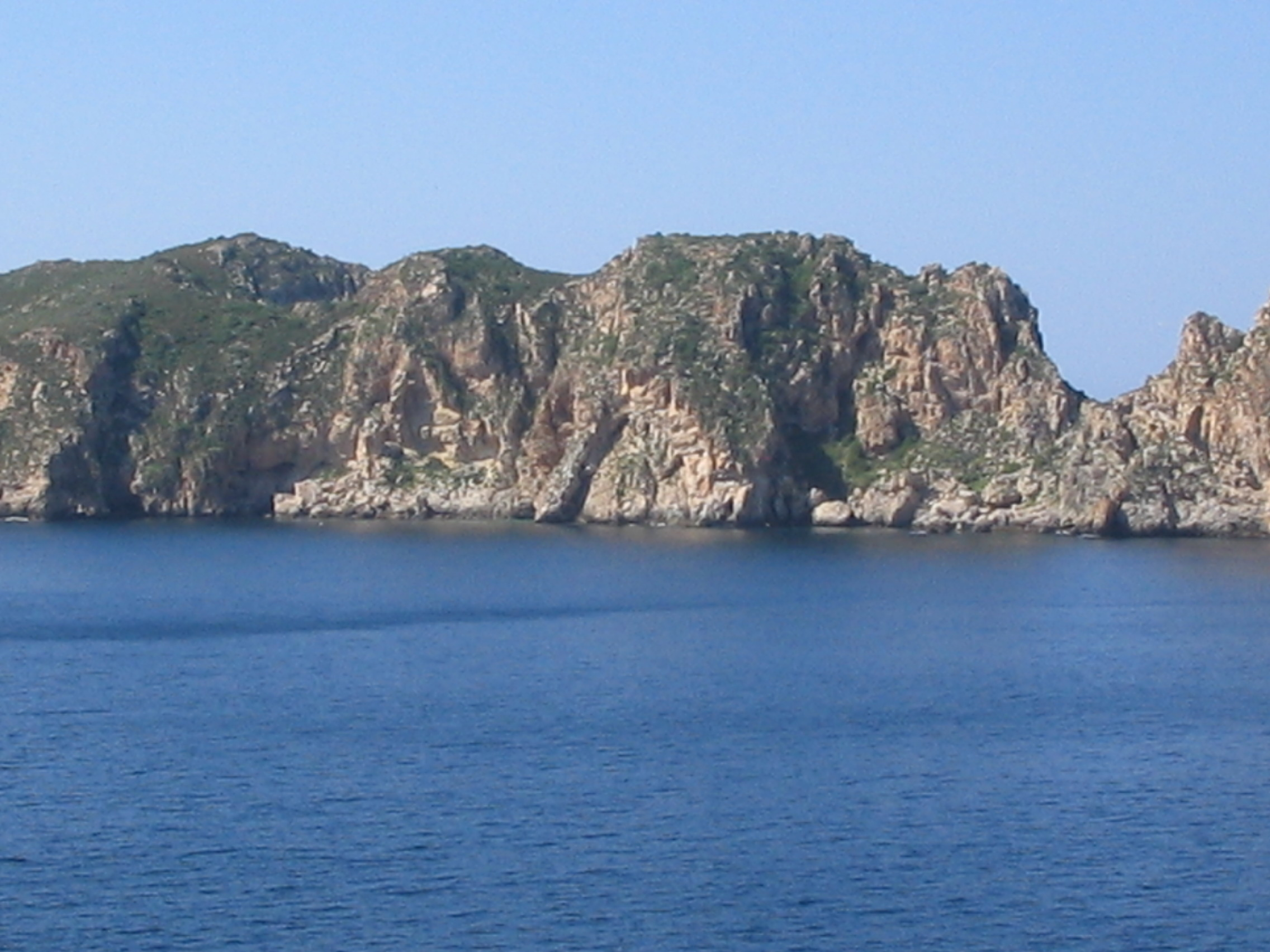
Кальвія